# Ruth Behar
Ruth Behar (sinh năm 1956) là nhà nhân chủng học và nhà văn người Mỹ gốc Cuba. Các tác phẩm của Ruth Behar bao gồm các nghiên cứu học thuật, cũng như thơ, hồi ký và tiểu thuyết văn học. Là một nhà nhân chủng học, cô đã lập luận cho việc áp dụng mở và thừa nhận bản chất chủ quan của nghiên cứu và quan sát viên tham gia. Cô là người nhận Huân chương Belpré.

## Cuộc sống và công việc
Ruth Behar được sinh ra tại Havana, Cuba vào năm 1956 trong một gia đình người Do Thái gốc Cuba gốc Thổ Nhĩ Kỳ, và tổ tiên người Ba Lan và người Nga gốc Ashkenazi. Cô lên bốn khi gia đình cô di cư sang Mỹ sau khi Fidel Fidel giành được quyền lực trong cuộc cách mạng năm 1959. Hơn 94% người Do Thái Cuba rời khỏi đất nước vào thời điểm đó., cùng với nhiều người khác ở giữa và trên các lớp học. Behar theo học tại các trường địa phương và học đại học tại Đại học Wesleyan, nhận bằng cử nhân năm 1977. Cô học ngành nhân chủng học văn hóa tại Đại học Princeton, lấy bằng tiến sĩ năm 1983.
Ruth Behar thường xuyên đến Cuba và Mexico để nghiên cứu các khía cạnh của văn hóa, cũng như điều tra nguồn gốc của gia đình cô ở Cuba Do Thái. Ruth Behar chuyên nghiên cứu về cuộc sống của phụ nữ trong các xã hội đang phát triển. Từ năm 1991, nghiên cứu và viết lách của cô chủ yếu tập trung vào quê hương Cuba, nơi cô rời đi khi mới 4 tuổi; Cha mẹ cô có gia đình đã ở đó từ những năm 1920. Nghiên cứu của cô về cộng đồng Do Thái đang suy giảm ở Cuba cũng là trọng tâm của bộ phim của cô, Adio Kerida (2002). Phim có con trai cô Gabriel Frye-Behar làm quay phim và sửa video.
Ruth Behar là giáo sư tại Khoa Nhân chủng học tại Đại học Michigan ở Ann Arbor. Tác phẩm văn học của cô được giới thiệu trong sê-ri Nhà văn Michigan của Đại học bang Michigan. Là một nhà văn của nhân học, tiểu luận, thơ và tiểu thuyết, Behar tập trung vào các vấn đề liên quan đến phụ nữ và nữ quyền.